# Zdobywca (film 1956)
Zdobywca (ang. The Conqueror) – amerykański film przygodowy nawiązujący do autentycznej biografii wodza Mongołów Temudżyna późniejszego Czyngis-chana.

## Fabuła
Młody Temudżyn wódz Mongołów, jednego z plemion zamieszkujących azjatyckie stepy, pragnie dokonać zemsty za śmierć ojca na plemieniu Tatarów. Wkrótce dochodzi do krwawej walki.

## Obsada[1]
- John Wayne - Temudżyn (Czyngis-chan)
- Peter Mamakos - Bogurchi
- Leo Gordon - Kapitan Tartara
- Susan Hayward - Bortai
- Pedro Armendáriz - Dżamuga
- Richard Loo - Kapitan straży Wanga
- Agnes Moorehead - Hunlun
- Ray Spiker - Strażnik
- Thomas Gomez - Wang Chan
- Sylvia Lewis - Tancerka
- Jarma Lewis - Dziewczyna w łaźni
- John Hoyt - Szaman
- William Conrad - Kasar
- Pat McMahon - Dziewczyna w łaźni
- Ted de Corsia - Kumlek

## Incydent
Z około 220 osób, które pracowało na planie filmu (stan Utah) 91 osób zachorowało na raka, z tego 46 zmarło. Wśród zmarłych byli: aktorzy John Wayne, Susan Hayward, Agnes Moorehead oraz reżyser Dick Powell. Według niepotwierdzonych danych przyczyną tych zachorowań był pył radioaktywny z amerykańskich bomb atomowych testowanych w położonej niedaleko Nevadzie